# أنيتا مارتينيز
أنيتا مارتينيز (بالإسبانية: Anita Martínez) هي راقصة ومقدمة تلفزيونية وممثلة أرجنتينية، ولدت في 1975 في الأرجنتين.

## وصلات خارجية
- أنيتا مارتينيز على موقع IMDb (الإنجليزية)
- أنيتا مارتينيز على موقع قاعدة بيانات الفيلم (الإنجليزية)